# Erik Olsson (filosof)
Nils Erik Johan Olsson, även Erik J. Olsson, född 11 mars 1964, är en svensk professor i teoretisk filosofi vid Lunds universitet. Hans huvudsakliga intresseområde är kunskaps- och vetenskapsteori. Han disputerade i teoretisk filosofi i Uppsala 1997 med en avhandling om koherensbegreppet efter studier i teoretisk filosofi, lingvistik, matematik och datavetenskap.

## Forskning
Olsson är mest känd för sin kritik av koherensteorin för kunskap och sitt försvar av en reliabilistisk kunskapsanalys. I sin senare forskning har Olsson studerat internetanvändning från ett kunskapsteoretiskt perspektiv. Exempelvis har han undersökt i vilken mån Googles PageRank-algoritm ger uttryck för ”massans visdom”. I sina artiklar om filterbubblor i sökmaskiner har han argumenterat att filterbubblor kan vara självförvållade (”self-imposed”), dels genom att man tenderar att uppmärksamma de sökresultat som är i linje med den egna ideologin, dels genom att valet av specifik sökterm kan vara ideologiskt laddat. Hans senare forskning tar upp problem för den akademiska friheten i Sverige och Sydafrika.

## Bevakning av akademisk frihet
Olsson och Magnus Zetterholm grundade 2015 insamlingsstiftelsen Academic Rights Watch, som på sin webbplats bevakar den akademiska friheten i Sverige genom att dokumentera fall där forskares och lärares rättigheter överträtts i relation till UNESCO:s "Recommendation Concerning the Status of Higher Education Teaching Personnel" (1997). Olsson har i ett stort antal debattinlägg i dagspressen försvarat akademiska principer, inte minst yttrandefrihet och meritokratisk anställning. Olsson menar att svensk akademisk kultur ibland feminiseras på sätt som strider mot grundläggande meritokratiska principer. Bland Olssons meddebattörer märks Mats Alvesson, Alexander Bard, Ann Heberlein och Inger Enkvist.[källa behövs]

## Utmärkelser, ledamotskap och priser
- Ledamot av Vetenskapssocieteten i Lund (LVSL, 2007)[13]
- Ledamot av Kungliga Fysiografiska Sällskapet i Lund (LVSL, 2018)
- Ledamot av Kungliga Humanistiska Vetenskapssamfundet i Lund (LVSL, 2019)